# Riangduli
Riangduli is een bestuurslaag in het regentschap Flores Timur van de provincie Oost-Nusa Tenggara, Indonesië. Riangduli telt 530 inwoners (volkstelling 2010).